# Hieronymus Löschenkohl (Kupferstecher)
Johann Hieronymus Löschenkohl (getauft 18. März 1753 in Elberfeld (heute Stadtteil von Wuppertal), Deutschland; † 11. Januar 1807 in Wien) war Graveur und Kupferstecher und auf diesem Gebiet ein erfolgreicher Unternehmer in Wien.

## Leben und Wirken
Löschenkohl kam 1780 im Alter von 28 Jahren aus Deutschland nach Wien und eröffnete ein Geschäft am Hohen Markt. Er begann seine Tätigkeit mit der Anfertigung von Porträt-Silhouetten. Diese prägnanten, fast immer in Schwarz-Weiß ausgeführten und relativ preiswerten Schattenrisse waren seinerzeit sehr beliebt. Löschenkohl und sein Hauptkonkurrent, der in Wien ansässige französische Silhouettenschneider Francois Gonord, bildeten mit ihren Arbeiten weite Kreise der „besseren“ Wiener Gesellschaft ab – Künstler, Angehörige des Adels und wohlhabende Bürgerliche. Besonders erfolgreich war Löschenkohl mit den Porträts berühmter Zeitgenossen wie Joseph Haydn oder Wolfgang Amadeus Mozart, manche seiner Kupferstiche verkaufte er bis zu siebentausendmal. Schon bald konnte er sein Unternehmen an den Kohlmarkt verlegen, eine der besten Geschäftsadressen der Stadt. 
Als Kaiser Joseph II. die Zensur abschaffte und vorübergehend Ansätze von Pressefreiheit entstanden, nutzte Löschenkohl die neuen Möglichkeiten und die vielfältigen persönlichen Kontakte, die er durch seine Arbeit hergestellt hatte. An allen wichtigen Schauplätzen der Stadt, auch am kaiserlichen Hof war er zu finden. Seine Firma entwickelte er zur Produktionsstätte für möglichst aktuelle Bilder, oft auf Kosten der künstlerischen Qualität. Bunt kolorierte Kupferstiche zeigten Szenen aus Revolutionen und Kriegen, von Festlichkeiten in Adelshäusern, von spektakulären Verbrechen und besonderen Ereignissen wie der Landung eines Ballons vor den Toren Wiens. Großen Raum nahmen Szenen aus dem Kaiserhaus Habsburg-Lothringen ein – Hochzeiten, Taufen und Todesfälle, patriotische Kommentare zur Innen- und Außenpolitik; nach dem Tod Joseph II. wurden politische Inhalte seltener.

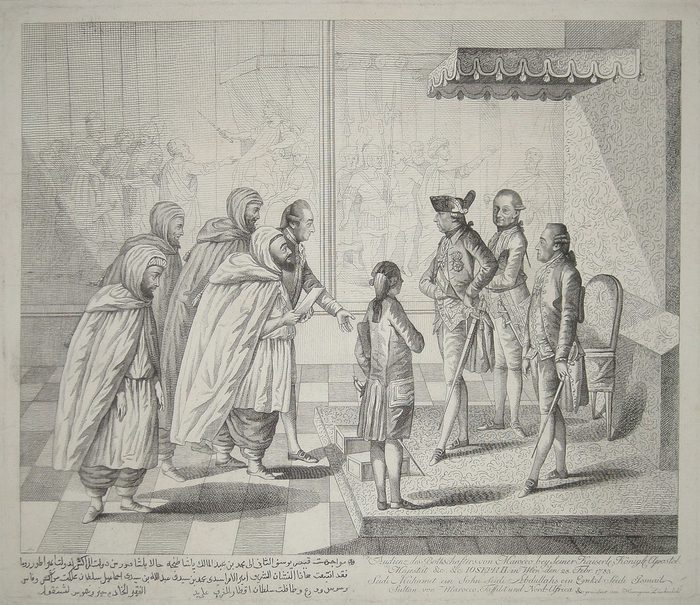
Audienz des Botschafters von Marokko... (1783)

Löschenkohls Verkaufsräume am Kohlmarkt waren eine Quelle optischer Informationen in einer Zeit, in der es noch keine illustrierte Presse gab. Ständig drängten sich hier Menschen, um die neuesten Bilder zu sehen. Die Motive wurden als Einzelblätter verkauft, auch leicht abgewandelt und auf Fächern, Dosen und Spielkarten angebracht. Darüber hinaus stellte Löschenkohl Kalender her, er machte Glückwunschkarten in Wien populär, verkaufte bedruckte Tapeten und verlegte Gesellschaftsspiele. Nicht selten kopierte er die Ideen anderer Hersteller und profitierte dabei zum Teil von der Einfuhrsperre, die für ausländische Produkte galt – einen Schutz für geistiges Eigentum gab es noch nicht. Auch Löschenkohls Aktivitäten wurden nachgeahmt, jedoch war er auf seinem Gebiet so tüchtig, dass er ernsthafte Konkurrenz nicht fürchten musste. In der Wiener Zeitung warb er für seine Erzeugnisse, dort wurde zum Beispiel ein Kupferstich angekündigt, den er anlässlich des Empfanges des Botschafters von Marokko beim Kaiser anfertigte: 

„Audienz des Bothschafters von Marocco bey Seiner Kaiserl.[ich] Königl.[ich] Apostol.[ischen] Majestät &c.&c. Joseph II. in Wien den 28. Febr. 1783. Seidi Muhamet ein Sohn Seidi Abdullahs ein Enkel Seidi Ismail Sultan von Marocco, Taffilet und Nord-Africa &c. gewidmet von Hieronymus Löschenkohl.“

Im April 1959 wurde das „Wien Museum Karlsplatz“, der Neubau des Historischen Museums der Stadt Wien, mit einer Sonderausstellung über Hieronymus Löschenkohl eröffnet. Im Jubiläumsjahr 2009 fand hier abermals eine Ausstellung seiner Bilderproduktion statt. Die künstlerischen Schwächen dieser Arbeiten waren schon von seinen Zeitgenossen kritisiert worden, zudem gingen die Ansichten über den Wahrheitsgehalt der tagesaktuellen Darstellungen gelegentlich weit auseinander. Andererseits werden die Bilder Löschenkohls auch heute noch in Ausstellungen gezeigt und in Büchern wiedergegeben, um die Periode des aufgeklärten Absolutismus unter Kaiser Joseph II. zu illustrieren.

## Würdigung
Im Jahr 1912 wurde in Wien Rudolfsheim-Fünfhaus (15. Bezirk) die „Loeschenkohlgasse“ nach ihm benannt.

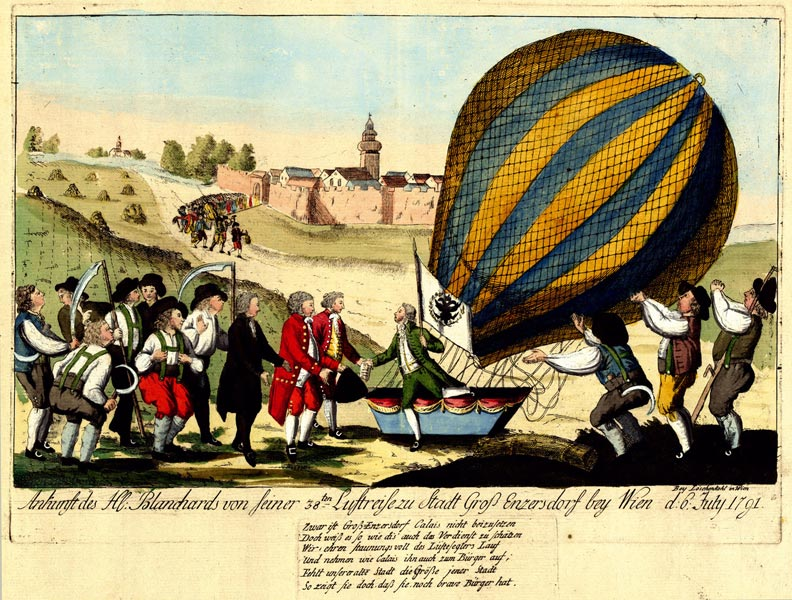
Ballonlandung vor Wien (1791)
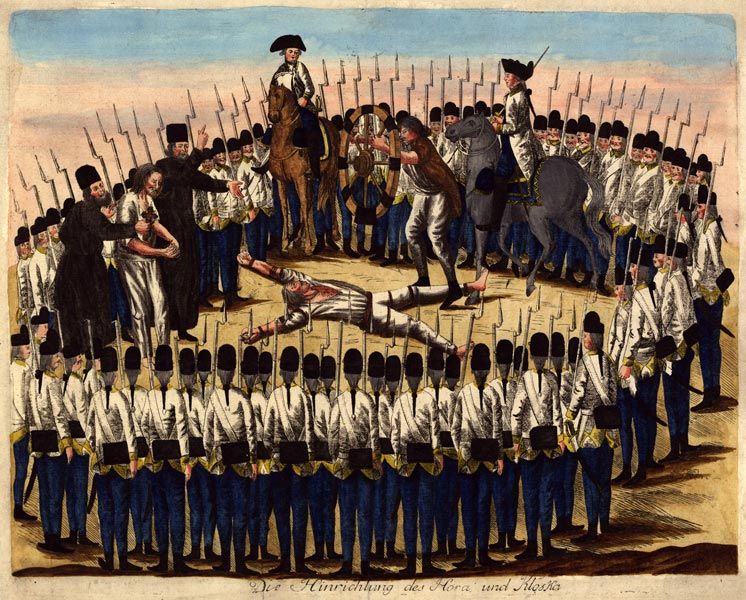
Eine Hinrichtung (1785)
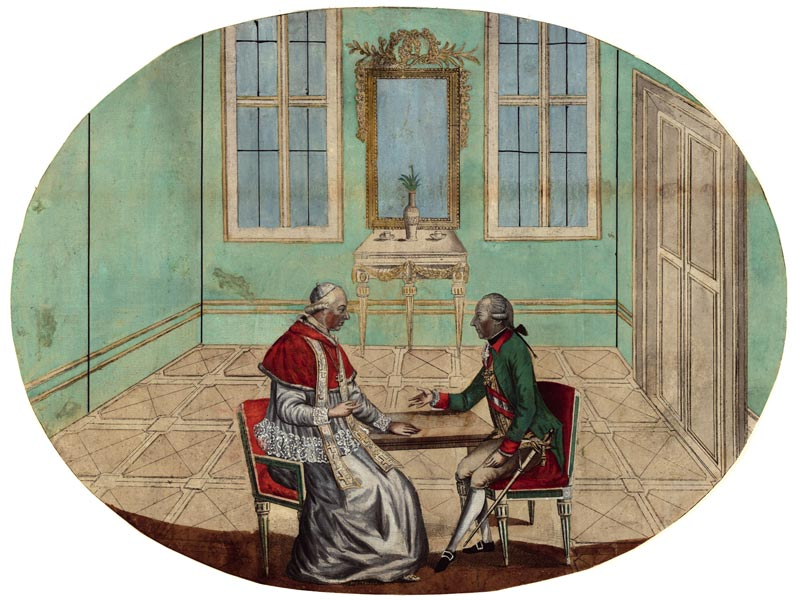
Unterredung Josephs II. mit Papst Pius VI. (1782)
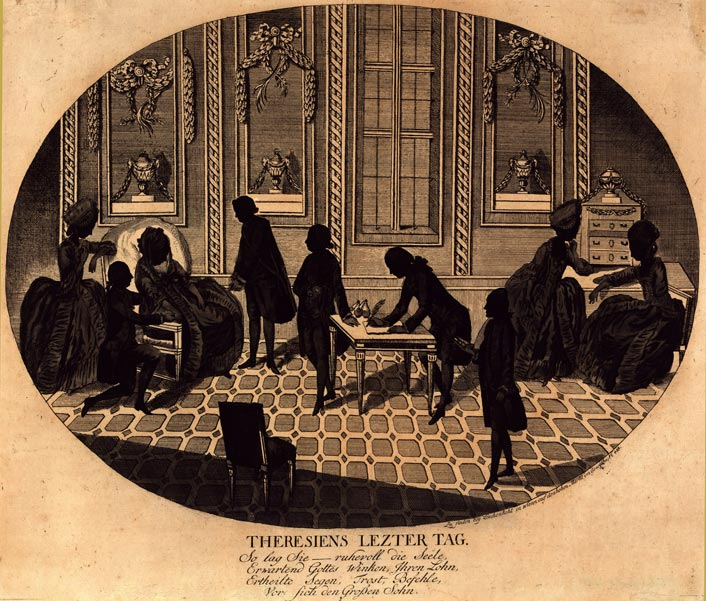
Maria Theresias letzter Tag (1781)